# 이뉴스투데이
이뉴스투데이는 (주)서울미디어그룹(회장 방재홍, 대표 방두철)에서 발행하는 대한민국의 인터넷신문이다. 금융·증권, 경제, 산업, 생활경제, IT·과학, 정치, 사회, 연예, 스포츠 등 다양한 분야의 기사를 다루고 있다. 2005년 5월 창간해 오늘 경제신문의 제호로 지면 발행을 했고, 2007년 3월 20일 인터넷 판을 추가하면서 이뉴스투데이라는 제호로 온라인뉴스를 제공해 왔다. 2014년 1월에는 이뉴스투데이로 제호를 통합하여 지면 발행 및 인터넷뉴스를 제공하고 있다. 현재 서울 본사를 중심으로, 수도권 취재본부, 경기 취재본부, 인천 취재본부, 대전세종 취재본부, 전북 취재본부, 광주전남 취재본부, 강원 취재본부, 부산경남 취재본부 등 전국 각지에서 취재 및 기사 제공을 하고 있다.

## 연혁
2005. 05. 이뉴스투데이 창간 (구<오늘경제신문> 지면 발행)
2006. 10. 인터넷 경제일간지 <이뉴스투데이> 준비위 발족
2007. 04. 인터넷 경제일간지 <이뉴스투데이> 창간
2007. 07. (주)한국시사신문으로 법인명 변경
2008. 08. 이뉴스투데이, (사)한국인터넷신문협회 등록
2011. 03. (주)서울미디어그룹으로 법인명 변경
2014. 07. 방재홍 발행인, (사)한국인터넷신문위원회 위원장 선임 및 중임(7년 연속)
2015. 05. 이뉴스투데이 창간 10주년 특집호 발행
2016. 11. 이뉴스투데이배 독거노인 돕기 친선 축구대회 개최
2016. 11. 대한민국 공감브랜드 대상 개최  (2022년 현재 총 7회)
2017. 07. 자매지 독서신문 주최 '제1회 북金콘서트-불금에 북금하자!' 사회공헌사업 후원
2017. 11. <이뉴스투데이> 네이버 뉴스스탠드 입점
2017. 12. 본지 발행인, 인신협 주최 2017 인터넷신문인의 밤 ‘공로상’ 수상
2019. 06. 창간 14주년 기념 ‘5G시대 패러다임 변화와 대응전략’ 콘퍼런스 개최
2019. 12. ‘2020 밀레니얼 세대와 공감하라’ 비전포럼 개최
2020. 06. 코로나19  확산 방지 의료진 격려 및 의료발전 기금  1억원 기부
2020. 09. 창간 15주년 기념 ‘언택트 시대, 슬기로운 경제생활 전략’ 콘퍼런스 개최
2020. 12. 서울미디어그룹 창사 50주년 기념 비전포럼 '코로나가 바꾼 미래,  책에서 답을 찾다' 개최
2021. 06. “대한민국의 미래, ESG에서 찾다”…이뉴스투데이 창간 16주년 기념 콘퍼런스 개최
2021. 10. 서울미디어그룹-세종시, ‘책 읽는 사회’ 조성 위한 업무협약 체결
2021. 12. ‘위드코로나 시대, 정부 정책과 과제’ 비전포럼 개최